# Kamienica Stary Ratusz we Wrocławiu
Kamienica Stary Ratusz lub Pod Polskim Królem, Pod Królem Augustem (j. niem. Zum sog. alten Rathaus) – kamienica na wrocławskim rynku, na jego wschodniej pierzei, na tzw. stronie Zielonej Trzciny (niem. Grüne-Rohr-Seite) lub Zielonej Rury.

## Funkcja kamienicy
Kamienica znana była pod nazwą "Stary dom" (od 1393). Według Kaczmarka w trzeciej ćwierci XIV wieku kamienicę adaptowano do celów reprezentacyjnych i administracyjnych królów czeskich oraz prawdopodobnie i ich starostów. Hipotezie tej stanowczo przeciwstawia się Mateusz Goliński utrzymując, że posesja wraz z kamienicą w tym okresie była zwykłą własnością mieszczańską a w dokumentach źródłowych m.in. w księgach ławniczych brak jest wzmianki o innej funkcji kamienicy. W kolejnych latach kamienica pełniła funkcje publiczne, była siedzibą władz miejskich przed przeniesieniem się rajców do zbudowanego dla nich ratusza. Fakt ten ma odniesienie do obecnej nazwy kamienicy, a po raz pierwszy określenie Stary Ratusz została użyta w 1667 roku przez wrocławskiego syndyka Andreasa Assig.

## Opis architektoniczny

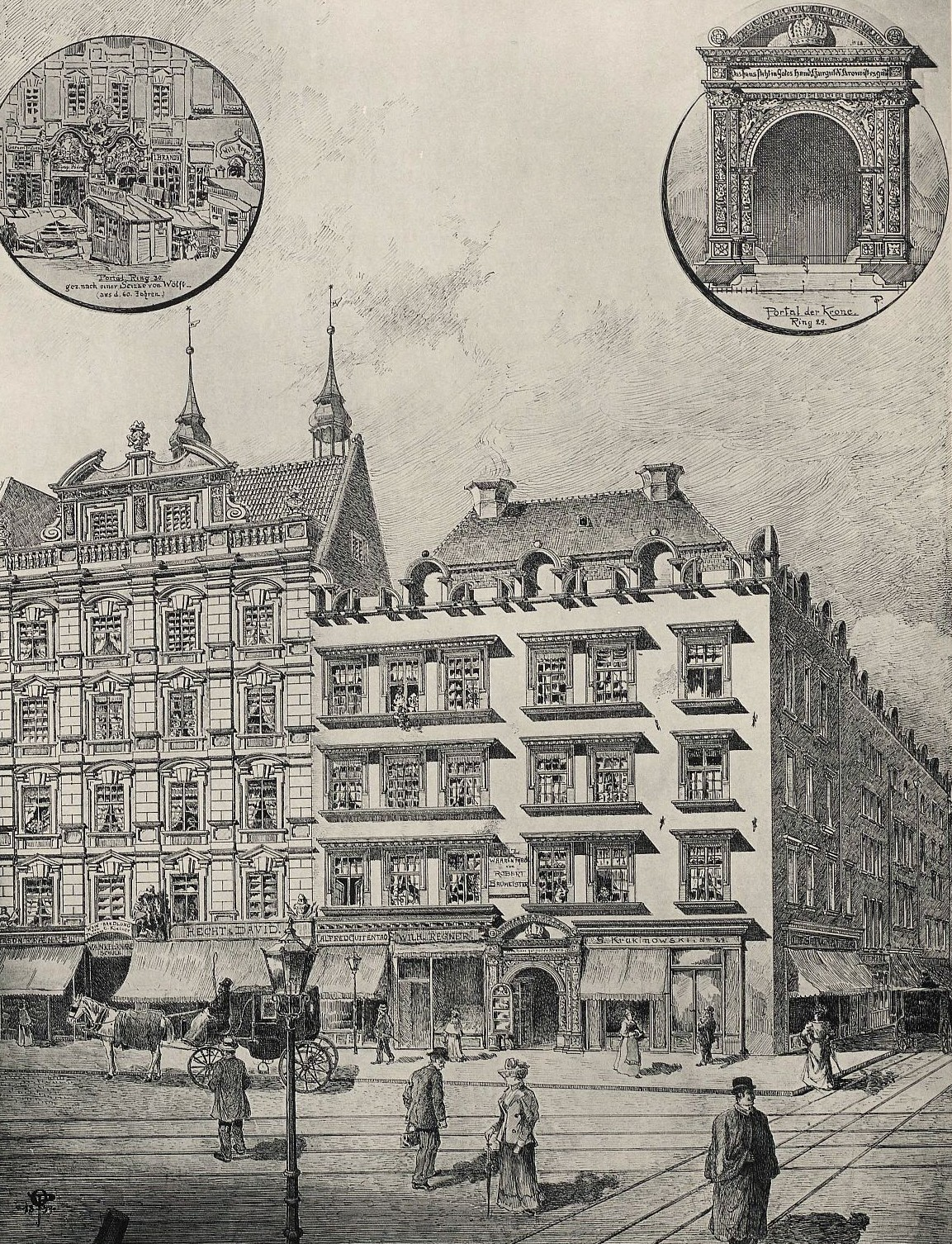
Kamienica Rynek 30 we Wrocławiu przed przebudową w 1905 roku (kamienica po lewej stronie)

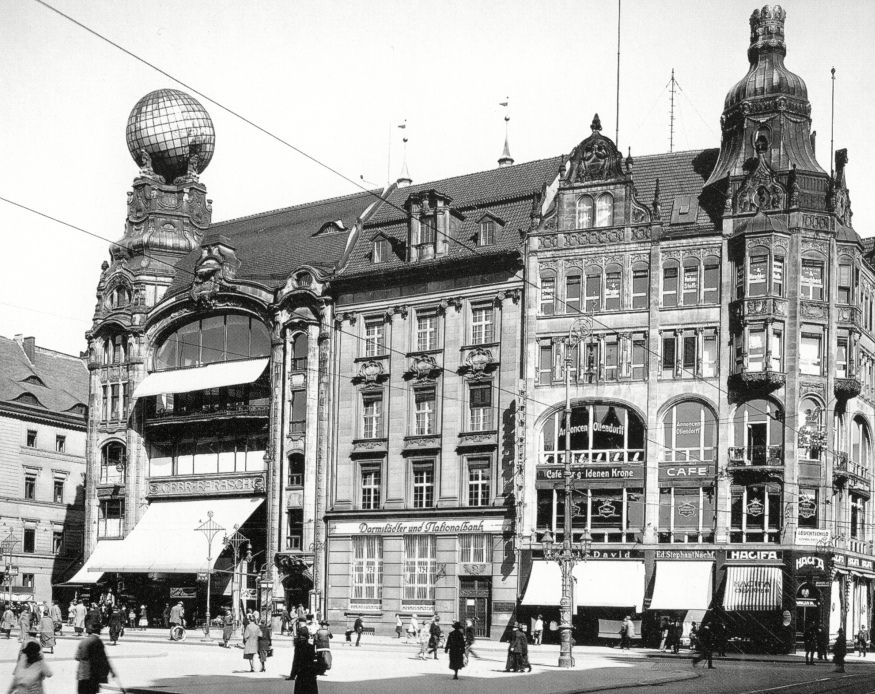
Kamienica Rynek 30 we Wrocławiu po przebudowie w 1905 roku (kamienica w środku, rok ok. 1926)

Pierwszy budynek na posesji nr 30 wzniesiono w połowie XIV wieku. Kamienica należała do grupy domów przyrynkowych zajmujących 2/3 szerokości działki lokacyjnej i prawdopodobne w XIV wieku była szerokofrontową płytką budowlą, powiększoną o skrzydło tylne, a w kolejnych stuleciach rozbudowywana w głąb parceli. Z tego okresu pochodzi para popiersi przechowywana w Muzeum Narodowym we Wrocławiu, która wraz z zaginionymi trzema wyobrażeniami heraldycznymi znajdował się jeszcze w XIX wieku, w wyniku wcześniejszych przebudowań, na klatce schodowej w sieni kamienicy: herby po lewej stronie, a płyta z popiersiami po prawej. Średniowieczne ozdoby były po raz pierwszy opisane przez Johanna Büschinga w 1816 roku oraz przez Fridericha Nösselta w 1825 roku. Według Romualda Kaczmarka popiersia kobiety i mężczyzny wychylających się z okna ponad parapetem są prawdopodobnie wizerunkami królewskimi młodego Wacława IV i jego małżonki Joanny bawarskiej. Popiersia zostały przez niego datowane na okres w przedziale około 1375-1385, a co za tym idzie wiek pary królewskiej na około 14-24 lat dla Wacława i ok. 19-29 lat dla Joanny.  Pierwotnie popiersia były prawdopodobnie umieszczone w dolnej części otworu okiennego tworząc jego przedłużenie; rozdzielający je pionowy słupek stanowił prawdopodobnie kontynuację słupka dzielącego okno na dwie części.
Większe przebudowy kamienicy miały miejsce w 1500 roku oraz około 1691 roku za sprawą ówczesnego właściciela budynku Eliasa Scholze. Fasada kamienicy otrzymała wówczas barokową formę. Pomiędzy osiami okiennymi pojawiły się boniowane pasy zakończone cokołami i głowicami podobnymi do pilastrów małego porządku. Same okna zostały ujęte "w uszakowe obramienia z wydatnymi zdwojonymi klińcami akcentującymi oś nadproża, wchodzącymi w strefę wieńczących okna trójkątnych i odcinkowych tympanonów". Kamienica do czasów baroku była sześciotraktowym budynkiem z sienią przechodnią, z której wchodziło się na klatkę schodową oraz na przeciwlegle położony niewielki dziedziniec pełniący również funkcje świetlika. Pomieszczenia znajdujące się po oby stronach sieni miały sklepienia kolebkowe i krzyżowe lub krzyżowo-żebrowe. Niemiecki grafik Bernhard Mannfeld na jednej ze swoich grafik sporządzonych w latach 1870-1872 przedstawił późnogotycki portal jaki znajdował się w kamienicy. Portal był zamknięty dwuramiennym łukiem z umieszczonymi nad nim przenikającymi się pod kątem prostym laskowaniami. Drzwi portalu były drewniane, gęsto obite ćwiekami przytwierdzającymi ułożone koncentrycznie żelazne listwy.  
Znacząca przebudowa budynku miała miejsce w 1714 roku za sprawą kolejnego właściciela kamienicy Ernsta von Löwenstedt und Ronneburg. Autorem nowego projektu był budowniczy Johann Georg Kalckbrenner. Dwutraktowa kamienica miała pięć kondygnacji i czteroosiową fasadę zakończoną wydatnym gzymsem z attyką w formie tralkowej balustrady i z licowaną kamienną okładziną, zdobioną facjatą (lukarną) stanowiącą rodzaj belwederu i z przerywanym segmentowym frontonem. Całość przykrywał płaski tarasowy dach (w późniejszym okresie zamienionym na dach kalenicowy).
Na parterze w drugiej od lewej osi znajdował się portal, znany jeszcze z przebudowy sprzed 1691. W kolejnej przebudowie w drugiej połowie XVIII wieku dodano drugi podobny portal w osi trzeciej. Pierwszy prowadził do wąskiej przejściowej sieni i klatki schodowej umieszczonej z boku w połowie jej długości, naprzeciw której znajdował się niewielki kwadratowy dziedzińczyk-świetlika a drugi do pomieszczenia sklepowego. Na podstawie rysunku niemieckiego rysownika Ottona Probsta portal był dwudzielny; w części środkowej znajdował się atlant pełniący formę podpory oraz dynamiczne formy gierowanych gzymsów i naczółki wypełnione ornamentalną dekoracją. Nad portalem, znajdowała się figura jeźdźca na wspiętym koniu kojarzona z litewską Pogonią, depczącą leżącą postać lub jak opisywał dekoracje Hans Lutsch było to częściowo pełnoplastyczne przedstawienie, z postacią w półfigurze deptaną kopytami konia a pod nimi trofea wojenne i herb Polski. Motywy militarne występowały również nad skrajnymi filarami portalów a na skrajnych końcach fasady panoplia. W tym okresie kamienica służyła jako kwatera królów polskich z dynastii saskich (m.in. Augusta II Mocnego i Augusta III), co wiąże się z nazwą kamienicy Pod polskim królem a którą Friedrich Nösselt wiązał z królem Augustem II Sasem

## XX wiek
Kolejną przebudowę kamienica przeszła w 1905 roku lub w latach 1907 a 1910. Została wówczas rozebrana, a w jej miejsce wzniesiono trzyosiowy budynek według projektu Alvina Wedemanna, w którym mieścił się, założony w 1879 roku Breslauer Disconto-Bank, a następnie Bank für Handel und Industrie (Bank Handlowo-Przemysłowy). W 1927 skrzydło od strony ul. Szewskiej zostało sprzedane właścicielom domu towarowego Baraschów. Do końca 1945 roku w budynku mieścił się oddział Dresdner Banku.

## Właściciele i postacie związane z kamienicą
Pierwszymi znanymi właścicielami posesji wzmiankowanymi w dokumentach źródłowych pochodzących z XIV wieku była rodzina Domnik (Dominik), w kolejnych latach zapisywana jako Domnig, a od 1413 roku jako Domping. Ten sam ród właścicielem posesji był przynajmniej od 1345 roku, kiedy to w aktach notarialnych wspomniano o właścicielce domu Małgorzacie, wdowie po Dominiku. Dominik był kuśnierzem, w latach 1322-1336 wybierany był do ławy i rady miasta. Zmarł około 1337 roku, a wszystkie jego dobra odziedziczyła jego żona Margrite. W kolejnych latach posesja przechodziła w ręce kolejnych spadkobierców: najstarszego syna Hankego oraz jego dzieci. Hanke, podobnie jak jego ojciec był kupcem i jak on kilkakrotnie był wybierany do rady i ławy w latach 1354-1379. Posiadał komorę w Sukiennicach, wraz ze szwagrami skupywał posiadłości ziemskie, udziały, renty; był darczyńcą na rzecz miejskiego szpitala. Po śmierci Hankego 7 grudnia 1379 roku właścicielem budynku zwanym dworem została jego żona Kunegunda Borsnitówna, która rok później przekazała majątek na synów. Od tej daty nie wiadomo kto właściwie zamieszkiwał posesje do 1410 roku, kiedy to kamienica została sprzedana Hansowi Merbote wraz z wszystkimi domami tylnymi i czynszowymi. Merbote był radnym w 1416 roku i kupcem, a jego działalność handlowa sięgała Lwowa, Krakowa, Norymbergię i Kolonię. W 1421 roku Hans Merbote został oskarżony o morderstwo, a jego majątek został przekazany staroście Albrechtowi von Colditz, który przekazał go bratu Hansa, Niklasowi. Następna wzmianka na temat Hansa Merbote pochodzi z 1430 roku, gdzie w jednym dokumencie wzmiankuje się o nim jako mieszkańcu Krakowa, ale obywatelu Wrocławia. Niklas Merbote, właściciel kamienicy Rynek 5, 27 maja 1429 roku sprzedał cały majątek brata Hansowi Smed (Shmit), kupcowi, właścicielowi komory w Sukiennicach. Po jego śmierci w 1431 roku kamienicę odziedziczyli jego synowie Joachim i Liebste, którzy odsprzedali w tym samym roku majątek innemu kupcowi Güntherowi Richter a ten, w 1433 roku, odsprzedał go powracającemu do Wrocławia Hansowi Merbote. Według Golińskiego zmiana właścicieli kamienicy w ciągu kilku lat mogła mieć związek z rozliczeniami pomiędzy kupcami. W rękach Mebote kamienica znajdowała się do 1440 roku, kiedy to jej chwilowym właścicielem został Hans Foit, a następnie (w tym samym roku) kuśnierz Venczes Bhemen a od 1441 kuśnierz Johannes Drewsener właściciel kamienicy Pod Złotym Psem (Rynek 41). Był on właścicielem kamienicy do 1457 roku, kiedy to przekazał ją córce Barbarze i jej mężowi Georgowi Steinkeller pod warunkiem możliwości mieszkania w kamienicy do końca jego dni. Ostatnie wzmianki na jego temat pochodzą z 1463 roku.
Georg Steinkeller był zamożnym kupcem i ziemianinem; skupował renty i posiadłości ziemskie. W latach 1465–1466 i w roku 1467 był wybierany do ławy. W 1467 roku musiał złożyć urząd z powodu oskarżenia o współodpowiedzialność za klęskę wojsk wrocławskich w bitwie pod Ząbkowicami. W 1472 roku przez rok był uwięziony przez radę, a następnie wygnany. Zamieszkał w księstwie oleśnicki; wstąpił na służbę biskupią i dzierżył starostwo w Miliczu. W 1475 roku uzyskał skasowanie wyroku przez króla, odzyskując tym samym obywatelstwo Wrocławia. W 1484 roku został członkiem rzymskiego bractwa Ducha Świętego. Georg Steinkeller zmarł w 1485 roku a posesję odziedziczyła jego żona Barbra; w jej rękach kamienica znajdowała się do 1492 roku. Nowymi właścicielami zostali Martin i Urszula Prockisch. Martin był tkaczem sukiennikiem i był jedynym przedstawicielem swojej profesji posiadającym kamienice przy Rynku. W latach 1505–1508 zasiadał w radzie i ławie.

## Po II wojnie światowej
Podczas działań wojennych w 1945 roku kamienica uległa częściowemu zniszczeniu. Została odbudowana w formie barokowej, z czterema kondygnacjami i z trzyosiową fasadą oraz nakryta płaskim dachem. Obecnie na jej parterze znajduje się restauracja sieci McDonald’s.